# Valerius (Vorname)
Valerius ist ein männlicher Vorname.

## Herkunft und Bedeutung
Der Name entstammt dem Lateinischen und lässt sich von valere (gesund sein, stark sein) herleiten.

## Varianten
Ableitungen sind Valerio, Valerian(us) und Valeriu.

## Namensträger
Siehe Valerius – zu den Namensträgern als Familienname
Siehe Valerier – Mitglieder der gens Valeria

### Einname
- Valerius (Architekt) (1. Jahrhundert v. Chr.), römischer Architekt aus Ostia
- Valerius Maximus (1. Jahrhundert), lateinischer Schriftsteller
- Valerius (Koroplast) (2. Jahrhundert) griechischer Koroplast
- Valerius von Hippo (4. Jahrhundert), Bischof von Hippo
- Valerius von Saragossa (auch Valerus; † 315), Bischof von Saragossa
- Valerius von Trier († um 320), zweiter Bischof von Trier
- Valerius von Bernage (* um 550; † um 620), Eremit im Süden Frankreichs, später als Heiliger verehrt

### Vorname
- Valerius Andreas (1588–1655), niederländischer Literaturhistoriker, Rechtswissenschaftler und Hochschullehrer
- Valerius Anshelm (1475–1546/1547), Berner Chronist
- Valerius Cordus (1515–1544), deutscher Botaniker, Arzt, Pharmakologe und humanistischer Naturforscher
- Valerius Dejaco (1914–1983), Südtiroler Politiker
- Valerius Geist (1938–2021), kanadischer Biologe und Umweltwissenschaftler an der University of Calgary
- Valerius Herberger (1562–1627), deutscher lutherischer Theologe, Erbauungsschriftsteller und Kirchenlieddichter
- Valerius Jasche (1624–1684), deutscher evangelischer Geistlicher und Schulrektor
- Valerius Wilhelm Neubeck (1765–1850), deutscher Arzt und Autor
- Valerius Otto (* 1579; † vermutlich 1612), deutscher Organist und Komponist